# Facundo Barboza
Facundo Matías Barboza (San Fernando, Provincia de Buenos Aires, Argentina; 31 de julio de 1996) es un futbolista argentino. Juega de volante y su actual club es Argentinos de la Primera División de Argentina

## Trayectoria

### Clubes
| Club               | País      | Año             | Partidos | Goles |
| ------------------ | --------- | --------------- | -------- | ----- |
| Argentinos Juniors | Argentina | 2016 - 2018     | 55       | 3     |
| Godoy Cruz         | Argentina | 2019            | 12       | 0     |
| Zacatepec F.C.     | México    | 2020            | 4        | 0     |
| Atlético Morelia   | México    | 2020            |          |       |
| Argentinos Juniors | Argentina | 2021            | 0        | 0     |
| Comunicaciones     | Argentina | 2022            | 7        | 0     |
| Argentinos Juniors | Argentina | 2025 - Presente |          |       |